# Беляковы в отпуске
«Беляковы в отпуске» — российская полнометражная кинокомедия 2024 года, своеобразный спин-офф о приключениях в отпуске «вечного телезрителя из Таганрога» Сергея Юрьевича Белякова (персонаж  сатирико-юмористического скетчкома «Наша Russia») и его семьи в Турции. Главные роли исполнили Светлана Листова, Александр Новиков, Андрей Мерзликин, Мария Горбань и Сергей Светлаков, который также выступил продюсером и сценаристом фильма.

## Сюжет
Дождавшись очередного отпуска, семья Беляковых из Таганрога впервые в жизни решает отправиться в Турцию, где может исполниться их давняя мечта — отдых по системе «всё включено», при котором можно ни в чём себя не ограничивать. Однако уже на месте Сергея (Сергей Светлаков), его жену Светлану (Светлана Листова) и сына-подростка Андрея (Александр Новиков) ждёт неприятное известие — отпуск под угрозой! Оказывается, глава семейства, когда бронировал отель, по ошибке выбрал размещение на следующий год. Обменять будущую бронь уже нельзя — все номера в отеле заняты отдыхающими. А оплатить размещение в любом другом отеле Беляковы не могут, потому что у них попросту нет денег. По этой же причине они не могут купить обратный билет и вернуться домой. Пока семейство размышляет, как поступить в сложившейся ситуации, с ними происходит очередная неприятность. Выясняется, что в том же отеле отдыхает семья Дубравиных (Мария Горбань, Андрей Мерзликин, Маргарита Галич), с которой Беляковы хорошо знакомы и которой давно завидуют. Беляковы хотят быть лучше Дубравиных, правда, безуспешно, ведь Дубравины весьма состоятельны и в их совместной жизни сплошная идиллия. Признаться «заклятым друзьям» в своей проблеме с отпуском, а уж тем более попросить у них денег в долг Беляковы не могут. Они решают «играть на публику», изображая богатое семейство, с каждым часов закапываясь в своём враньё всё глубже. Им удаётся поселиться в отеле нелегально и выбить себе некоторые преференции, выдавая себя за представителей элиты, однако главный менеджер отеля Али (Рухин Магеррамов), который в каждом российском туристе видит злостного нарушителя, чувствует, что что-то с Беляковыми не так, и начинает собственное расследование, которое грозит скандальным разоблачением.

## В ролях
- Сергей Светлаков — Сергей Беляков
- Светлана Листова — Света Белякова, жена Сергея Белякова
- Александр Новиков — Андрей Беляков, сын Беляковых
- Андрей Мерзликин — Паша Дубравин
- Мария Горбань — Вика Дубравина, жена Пашы Дубравина
- Маргарита Галич — Кристина Дубравина, дочь Дубравиных
- Владислав Демченко — Отто
- Ольга Лапеха — Грета
- Алексей Фалько — Русик
- Александра Суворова — Катарина
- Анастасия Сомова — девушка на файер-шоу
- Рухин Магеррамов — Али, главный менеджер отеля
- Руслан Рзаев — сотрудник СБ отеля
- Аслан Гучетль — хозяин отеля
- Наби Ахмедов — переводчик
- Мамед Бабаев — начальник турецкой полиции
- София Мейер — Мадина
- Дарья Блохина  — закадровый голос, озвучка

## Саундтрек
- Игра Слов — На банане
- Zivert — Счастье
- VAVAN & Galibri — Тишка
- Koles & Paha — Колорит
- Александр Серов — Как быть
- Градусы — Кто ты?
- А-Мега — Лететь
- Игорь Бабаев — Адреналин

## Съёмки
Съёмки проходили на Черноморском побережье в Краснодарском крае: на территории отеля «Luciano Hotel & SPA Sochi» в Сочи, в санатории-отеле «Заполярье» в Сочи и других локациях в Анапе и Геленджике, всего в 7 разных отелях.

## Показ
Трейлер фильма вышел 26 июня 2024 года.
Премьера фильма состоялась 24 сентября 2024 года в кинотеатре «Художественный».
Фильм вышел в кинопрокат 26 сентября 2024 года, в первую неделю стал лидером проката недели (39-й недели, уикенда с 26 по 29 сентября), сместил на второе место предыдущего лидера — новую французскую экранизацию «Графа Монте-Кристо», и уже в первую неделю собрав кассу в 66 млн рублей, спустя месяц фильм выбыл из ТОП-10 проката, но остался в прокате. 
Всего за два месяца проката (по состоянию на 24 ноября 2024) фильм посмотрели 663 637 зрителей, кассовые сборы составляют 238 605 144 рублей.

## Рецензии
- Леонид Кискаркин — «Паразиты» в турецком отеле. Рецензия на фильм «Беляковы в отпуске» // Вокруг ТВ, 26 сентября 2024
- Наталия Григорьева — «Беляковы в отпуске»: Телезритель в Турции // Кино-Театр.ру, 26 сентября 2024